# Szum (singel)
Szum – singel polskiej piosenkarki Kaśki Sochackiej z jej drugiego albumu studyjnego, zatytułowanego Ta druga. Singel został wydany 26 kwietnia 2024.
Piosenka została laureatem nagrody polskiego przemysłu fonograficznego Fryderyka w kategorii „singiel roku pop”.
Kompozycja znalazła się na 6. miejscu listy OLiA, najczęściej odtwarzanych utworów w polskich rozgłośniach radiowych. Nagranie otrzymało w Polsce status podwójnie platynowego singla, przekraczając liczbę 100 tysięcy sprzedanych kopii.

## Geneza utworu i historia wydania
Utwór napisali i skomponowali Katarzyna Sochacka-Kasznia i Aleksander Świerkot, który również odpowiadał za produkcję piosenki. Piosenkarka o singlu:

Tam, gdzie niespełnione nadzieje, tam często pojawia się pustka i rozczarowanie. Dociera do nas, że nadszedł moment, w którym trzeba odpuścić, zmienić kurs i jakoś zniknąć z czyjegoś życia, stawiając jednocześnie na swoje własne. Nierzadko »zrastamy się« wtedy w bólach. Potrzeba czasu i sporo pracy, żeby wyjść na prostą i już dłużej się nie łudzić. O tym jest »Szum«.

Singel ukazał się w formacie digital download 26 kwietnia 2024 w Polsce za pośrednictwem wytwórni płytowej Jazzboy Records. Piosenka została umieszczona na drugim albumie studyjnym Sochackiej – Ta druga.
W kwietniu 2025 utwór otrzymał nagrodę polskiego przemysłu fonograficznego Fryderyka w kategorii „singiel roku pop”.
21 sierpnia 2024 piosenka została zaprezentowana telewidzom stacji TVN podczas koncertu Muzyka to coś, co nas łączy na Top of the Top Sopot Festival 2024. W grudniu zaśpiewała utwór na żywo w ramach cyklu „Scena ZET”. 18 lutego 2025 wykonała singel podczas gali Bestsellerów Empiku 2024. 23 maja piosenka została zaprezentowana podczas koncertu Radiowy przebój roku na Polsat Hit Festiwal 2025.

## „Szum” w stacjach radiowych
Nagranie było notowane na 6. miejscu w zestawieniu OLiA, najczęściej odtwarzanych utworów w polskich rozgłośniach radiowych.

## Teledysk
Do utworu powstał teledysk w reżyserii Wiktora Franko, który udostępniono w dniu premiery singla za pośrednictwem serwisu YouTube.

## Lista utworów
- Digital download[3]

1. „Szum” – 3:53

## Notowania
| Kraj   | Lista (2024–25)          | Najwyższa pozycja |
| ------ | ------------------------ | ----------------- |
| Polska | Billboard Poland Songs   | 15                |
| Polska | OLiS – single w streamie | 14                |

| Kraj   | Lista (2024)                   | Najwyższa pozycja |
| ------ | ------------------------------ | ----------------- |
| Polska | OLiS – oficjalna lista airplay | 6                 |

| Kraj   | Lista (2024)                   | Pozycja |
| ------ | ------------------------------ | ------- |
| Polska | OLiS – single w streamie       | 80      |
| Polska | OLiS – oficjalna lista airplay | 33      |

## Certyfikaty
| Kraj          | Certyfikat         | Sprzedaż |
| ------------- | ------------------ | -------- |
| Polska (ZPAV) | 2× platynowa płyta | 100 000+ |

## Wyróżnienia
| Rok  | Konkurs                  | Kategoria                   | Rezultat    |
| ---- | ------------------------ | --------------------------- | ----------- |
| 2024 | Gorąca 100               | 100 największych hitów 2024 | 16. miejsce |
| 2024 | Przebój roku RMF FM 2024 | Przebój roku                | 6. miejsce  |
| 2025 | Fryderyki 2025           | Singiel roku pop            | Wygrana     |